# Vay tín chấp
Vay tín chấp là hình thức cho vay không cần tài sản đảm bảo, dựa hoàn toàn vào uy tín của cá nhân về năng lực trả nợ để phục vụ cho các mục đích cá nhân, có thể là một khoản chi phí cho đám cưới, du lịch hoặc mua hàng tiêu dùng và các khoản cho vay rất thuận tiện để phục vụ cho tất cả các nhu cầu của bạn. Một khoản vay tín chấp thường dao động từ 10 triệu đồng đến 500 triệu đồng và thời hạn cho vay linh hoạt từ 12 tháng đến 60 tháng.
Vay tín chấp có thể vay theo lương, vay theo bảo hiểm nhân thọ, vay theo hóa đơn tiền điện, vay theo giấy phép kinh doanh, vay theo hợp đồng tín dụng trả góp, vay theo việc cắm cà vẹt xe máy chính chủ và vay theo hạn mức thẻ tín dụng. Khách hàng đi vay tín chấp được vay bằng tiền mặt và trả góp cả gốc và lãi hàng tháng.
Việc đăng ký khoản vay tín chấp sẽ diễn ra theo hai phương thức: đăng ký trực tuyến hoặc trực tiếp tại ngân hàng. Trong đó, đăng ký trực tuyến vẫn được lựa chọn nhiều hơn do tốn ít thời gian và chi phí đi lại. Để có thể có được một khoản vay tín chấp, người đi vay phải hoàn thành ba bước cơ bản sau: đăng ký khoản vay, đợi xét duyệt và nhận giải ngân.